# Québec à la carte
Québec à la carte est un jeu télévisé québécois diffusé durant les étés, entre le 3 juin 1985 et le 1er septembre 1989 sur le réseau TVA en collaboration avec Tourisme Québec,.

## Concept
Il s'agit un jeu-questionnaire sur le tourisme québécois.

## Animateurs
- Claude Boulard et Danielle Godin (été 1985)
- Claude Boulard et Louise Roy-Décary (été 1986)
- Guy Mongrain et Chantale Roy (été 1987)
- Jacques Auger et Chantale Roy (été 1988)
- Claude Saucier et Chantale Roy (été 1989)